# Fuminori Ikeba
Fuminori Ikeba（イケバ フミノリ、1982年1月18日 - ）は、日本の音楽家、芸術家。

## 来歴
2013年、日向大介によってオーガナイズされたロックバンド『encounter』のメンバーとしてデジタルサウンドクリエイター、DJ、ステージヴィジュアル、モーショングラフィックス、マニピュレーターを担当。
2015年、東京・Bunkamuraオーチャードホールで2日開催された「ALFA MUSIC LIVE」でオフィシャルデビュー。

## ソロ・ディスコグラフィー

### アルバム
- Physical Chord[5][6][7]

### シングル
- SILVER CATS ORCHESTRA[8][9][10]